# Louis Du Guernier
Ne doit pas être confondu avec Louis I Du Guernier.
Louis Du Guernier ou Louis II Du Guernier (1677–1716) est un graveur français.

## Biographie

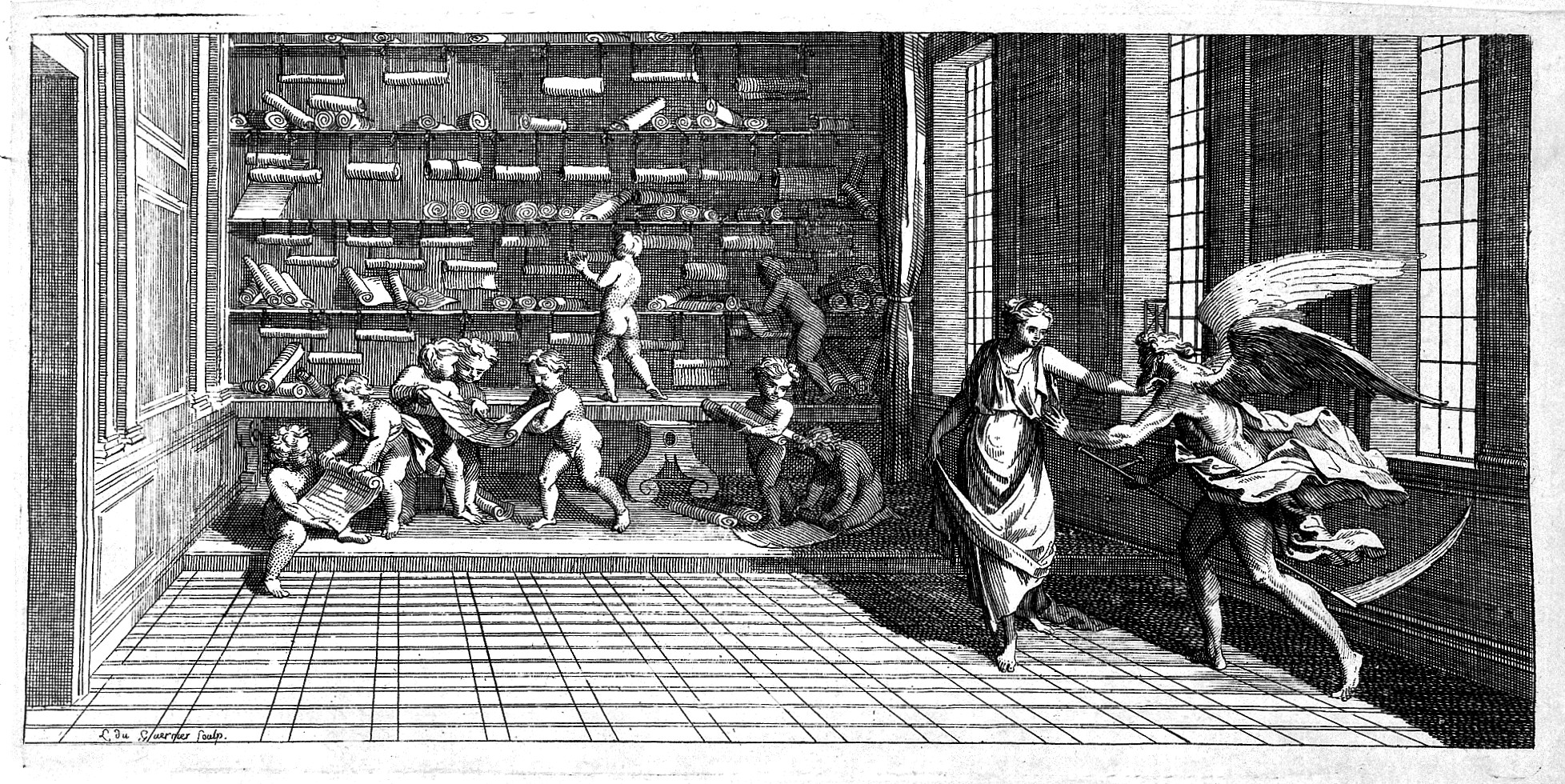
Littérature sauvant le passé de la destruction du Temps

Né à Paris en 1677, il est probablement le descendant du célèbre artiste homonyme, le peintre miniaturiste Louis I Du Guernier, dit « l'aîné » (1614-1659),.
Il est l'élève de Louis de Châtillon et part en Angleterre en 1708. Il devient membre de l'académie à Great Queen Street et y acquiert de grandes capacités de dessinateur et aquafortiste. Il en devient directeur et ce jusqu'à sa mort. Il se spécialise dans les petits sujets historiques, en particulier pour produire des illustrations pour des livres et pièces de théâtre.
En 1714, il s'associe à Claude Dubosc pour graver les batailles du duc de Marlborough. Il grave aussi des portraits du duc et de la duchesse de Queensberry d'après Kneller, du docteur Isaac Barrow, de Thomas Otway et d'autres, ainsi que Loth et ses filles d'après Le Caravage (commande de Charles Montagu) et d'autres plaques pour la Bible de John Baskett (en).
Il meurt de la variole le 19 septembre 1716 à l'âge de 39 ans. George Vertue dit de lui qu'« il a une stature plutôt basse que moyenne, très aimable, de bon caractère, bien élevé et très aimé par tous ceux qui le connaissent. »